# Associazione Calcio Lecco 1941-1942
Questa voce raccoglie le informazioni riguardanti  l'Associazione Calcio Lecco nelle competizioni ufficiali della stagione 1941-1942.

## Rosa
| N. |                   | Ruolo | Calciatore         |
| -- | ----------------- | ----- | ------------------ |
|    | Italia (bandiera) | A     | Eugenio Bacis      |
|    | Italia (bandiera) | C     | Giuseppe Barcella  |
|    | Italia (bandiera) | C     | Pietro Bario       |
|    | Italia (bandiera) | A     | Alfredo Battaglia  |
|    | Italia (bandiera) | D     | Alessandro Berva   |
|    | Italia (bandiera) | P     | Antonio Binaghi    |
|    | Italia (bandiera) | A     | Pietro Brambilla   |
|    | Italia (bandiera) | A     | Franco Buschi      |
|    | Italia (bandiera) | A     | Roberto Buzzi      |
|    | Italia (bandiera) | C     | Rinaldo Consonni   |
|    | Italia (bandiera) | C     | Carlo Corti        |
|    | Italia (bandiera) | C     | Luigi Croci        |
|    | Italia (bandiera) | C     | Giovanni Dell'Orto |
|    | Italia (bandiera) | D     | Mario Forlani      |
|    | Italia (bandiera) | D     | B. Galimberti      |
|    | Italia (bandiera) | A     | Vittorio Gotti     |

| N. |                   | Ruolo | Calciatore         |
| -- | ----------------- | ----- | ------------------ |
|    | Italia (bandiera) | A     | Italo Guidi        |
|    | Italia (bandiera) | A     | Guerrino Mariani   |
|    | Italia (bandiera) | P     | Augusto Mauri      |
|    | Italia (bandiera) | C     | Giovanni Mazzoleni |
|    | Italia (bandiera) | A     | Egidio Meroni      |
|    | Italia (bandiera) | A     | Renzo Pellizzoni   |
|    | Italia (bandiera) | A     | Aurelio Piazza     |
|    | Italia (bandiera) | C     | L. Pirovano        |
|    | Italia (bandiera) | D     | Costantino Sala    |
|    | Italia (bandiera) | C     | F. Scola           |
|    | Italia (bandiera) | C     | R. Spada           |
|    | Italia (bandiera) | D     | Angelo Tosi        |
|    | Italia (bandiera) | P     | A. Valsecchi       |
|    | Italia (bandiera) | D     | A. Willhem         |
|    | Italia (bandiera) | P     | Giuseppe Zibetti   |